# 第7軍 (德國國防軍)
第7軍（德语：VII. Armeekorps）是二战期间德国国防军的一个军。于1944年8月在第二次雅西-奇西瑙攻勢期间被殲滅。